# Джон Біббі
Джон Біббі (англ. John Bibby; 19 лютого 1775 — 19 липня 1840) — англійський підприємець, один зі засновників і володарів декількох ліверпульских компаній з судноплавства, брокерства, транспортування вантажів, металургії й головний засновник британської судноплавної компанії John Bibby & Co., яка враховується початковою компанією відомої сьогодні Bibby Line.

## Біографія
Джон Біббі народився 19 лютого 1775 року в Еклстон (англ. Eccleston), недалеко від Ормскерк в Ланкаширі (англ. Ormskirk in Lancashire), як четвертий із п'яти синів.
В юності Джон відправився в Ліверпуль, де працював на Джеймса Хаттена (англ. James Hatton), підприємця зі заліза для кораблів, який випускав якорі й цвяхи. З цього моменту у Джона зародився великий інтерес до залізних виробів, що й стало більш вигідним аспектом його бізнесу протягом багатьох років: він вкладав інвестиції в землю і будівлі, чим зрештою підвищив свій стан.
У 1801 році Джон Біббі разом з Вільямом Холлом (англ. William Hall) заснували компанію судових брокерів «Bibby & Hall», яка базувалася в Ліверпулі, док Дьюкс (англ. Dukes Dock).
До 1805 року Джон Біббі з Джоном Хайгфілдом сформували відгалуження «Будинок купців (підприємців) зайнятих брокерством вантажів» і, як партнери, вони в 1805 році сформували «John Bibby & Co.», що базувався в Ліверпулі. Їх першим кораблем був галіот «Margaret», в якому вони отримали більшість акцій — 64 %. Корабель названо на честь Мері Маргарет Мелард (англ. Mary Margaret Mellard), нової дружини Джона Біббі, яка принесла з собою в придане 25 000 £ і багато ентузіазму для досягнення цілей Джона Біббі з бізнесу. З цією підтримкою, коли було сформовано нову компанію, Джон порвав зв'язки з Вільямом Холлом — крім фінансового зв'язку.
У 1807 році компанія почала регулярний сервіс пакет-суднами між Паркгейтом (Parkgate) і Дубліном. До цього часу всі зв'язки з Вільямом Холлом були розірвані, Джон Біббі мав 64 % акцій в семі суднах. Так інтереси компанії, які почалися з організації доставок в прибережній торгівлі, розширювались до Ірландії, Середземномор'я.
В 1840 році сім'я Біббі пережила трагедію, коли 19 липня на 65-річного Джона Біббі, що повертався додому за адресою Mount Pleasant на Linacre Marsh, був вчинений напад і його побили чобітьми. Розбійники не взяли нічого крім його мисливського годинника. Безтямну людину кинули в ставок, де згодом вона і потонула.
У той час три з його чотирьох синів були зайняті в бізнесі:
- Джеймс Дженкинсон Біббі, молодший син, був офіс-менеджером в Ліверпулі, де він і залишився[2].
- Джон Біббі був молодшим агентом свого батька в Індії і повернувся в Ліверпуль у зв'язку зі смертю батька[2].
- Джозеф Меллард Біббі був партнером, але більшою мірою зосереджений на металургійному бізнесі, а не судноплавному[2].
- Четвертий син Томас вступив до церкви[2].

На знак поваги до батька після його смерті в компанії був проведений рестайлінг і фірма змінила назву на «John Bibby & Sons».

## Інша література
- Bibby Line. The Red Duster. Merchant Shipping Association. Архів оригіналу за 31 травня 2009. Процитовано 15 листопада 2009. (lengthy biography)